# Lucien Petipa
Lucien Petipa (Marsella, 22 de diciembre de 1815-Versalles, 7 de julio de 1898) fue un bailarín, coreógrafo y maestro de ballet francés.

## Biografía
Lucien Petipa fue hijo del bailarín francés Jean-Antoine Petipa y de la actriz Victorine Morel-Grasseau; su hermano menor Marius Petipa se convirtió en un destacado coreógrafo ruso.
Comenzó su carrera a una edad muy temprana, bajo la dirección de su padre. Apareció por primera vez en el escenario del Teatro Real de la Moneda de Bruselas el 25 de marzo de 1821, en Psyché et l'Amour de Pierre Gardel, en la que interpretaba el papel de Castagnet, un niño de cinco años. Hasta 1824, Lucien apareció en el escenario en pequeños papeles, como cupido, en los ballets de su padre.
En abril de 1835, la familia Petipa se mudó de Bruselas a Burdeos, donde el cabeza de familia asumió el cargo de coreógrafo de teatro y Lucien se convirtió en el primer bailarín de la compañía. Durante varios años, Lucien fue solista del teatro de Burdeos, hasta que el célebre coreógrafo Filippo Taglioni, que recaló en Burdeos, se fijó en él. El talento del joven intérprete conmocionó a Taglioni, e invitó a Lucien a París, donde hizo su debut el 10 de junio de 1839 en el escenario de la Ópera Nacional de París en la reposición del ballet La sílfide, donde bailó con la bailarina Lucile Grahn, ya famosa por su interpretación del papel principal en esta producción.

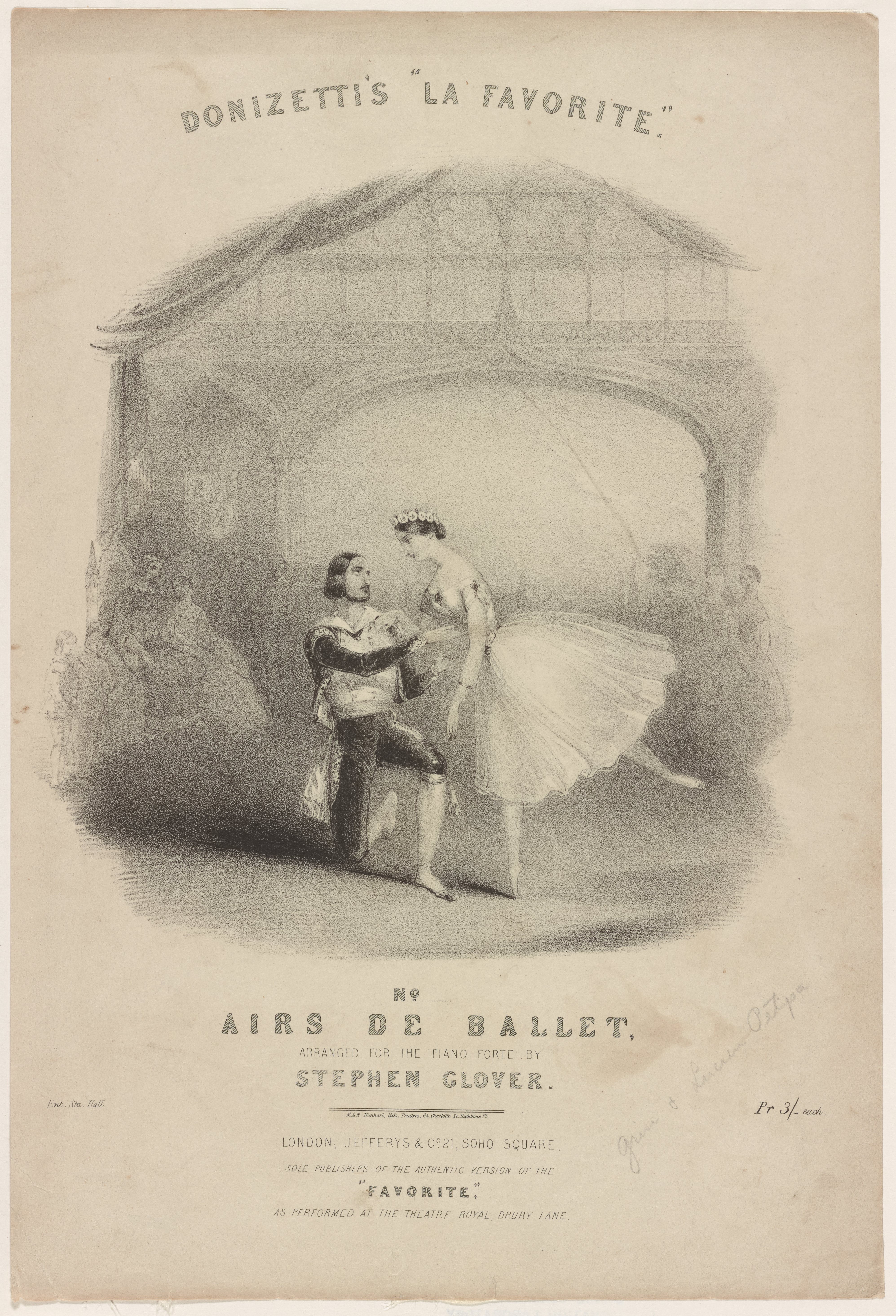
Carlotta Grisi y Lucien Petipa en La Favorite, 1840.

Desde ese momento hasta 1862 se desempeñó como el primer bailarín de la Ópera de París, donde fue pareja de las bailarinas más famosas de la época: Fanny Elssler, Carlotta Grisi, Fanny Cerrito.
Lucien Petipa interpretó con gran éxito muchas partes solistas principales en muchos ballets, uno de sus roles más importante fue Albrecht en el ballet Giselle, donde bailó junto a Carlotta Grisi. El estreno del ballet Giselle tuvo lugar el 28 de junio de 1841 en la Real Academia de Música (Theatre de l'Academie Royal de Musique) en París. El éxito de la producción de Giselle fue tan grande que todos los participantes en la actuación se convirtieron en ídolos del público francés, y los chismes decían que los intérpretes de los papeles principales Lucien Petipa y Carlotta Grisi comenzaron un verdadero romance, y fue por lo que ella se separó del coreógrafo Jules Perrot. Pero en ese momento, Lucien Petipa ya se había convertido en una estrella de ballet, hablaron de él, contaron leyendas, chismes, lo que demuestra su popularidad y fama.
De vez en cuando, los hermanos Petipa trabajaron juntos, en particular, en 1841 en París. Actuaron en este escenario en pas de quatre junto con Teresa y Fanny Elssler.
Estando en la posición del primer solista de la compañía, el propio Lucien Petipa se convirtió en el coreógrafo de varias producciones de ballet. En 1858 representó Shakuntala para el ballet de la Ópera de París, que fue un éxito rotundo, con una escenografía colosal y un rico vestuario. Se incluyeron levantamientos acrobáticos en el ballet, en el que el compañero levantó a la bailarina con los brazos extendidos por encima de su cabeza. El papel principal lo bailó Amalia Ferrari, vestida con un tutú y zapatillas de ballet, mientras que el resto de bailarines iban vestidos con trajes que recordaban más a la India.
Durante 1860-1868 se desempeñó como director de la Ópera Nacional hasta que tuvo un accidente mientras cazaba, después del cual ya no pudo bailar. En octubre de 1872 regresó a Bruselas, al teatro de su infancia, donde apareció por primera vez en escena, y durante un corto tiempo (1872-1873) se desempeñó como director de la compañía de ballet. En 1875 se convirtió en profesor en el Conservatorio Real de Bruselas, donde enseñó técnicas de danza durante tres años, y en 1878 abandonó Bruselas y se trasladó a Versalles, donde decidió establecerse hasta el final y donde murió el 7 de julio de 1898. Es cierto que durante este tiempo en 1882 fue invitado a la Ópera Nacional para representar la obra Namuna.

## Repertorio

#### Ópera de París

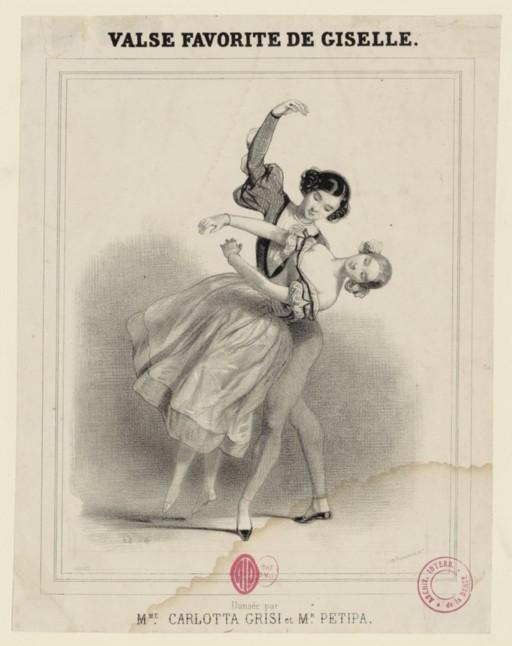
Carlotta Grisi y Lucien Petipa en Giselle, 1841.

- 10 de junio de 1839 - La sílfide de Filippo Taglioni
- 1841 - La favorita de Gaetano Donizetti (acto de ballet en la ópera, coreografía de Albert)
- 28 de junio de 1841 - Giselle de Adolphe Adam, coreografía de Jules Perrot
- 22 de junio de 1842 - La belleza de Gante de Adolphe Adam, coreografía de Albert
- 17 de julio de 1843 - La Péri de Friedrich Burgmüller, coreografía de Jean Coralli
- 11 de agosto de 1845 - Le diable à quatre de Adolphe Adam, coreografía de Joseph Mazilier
- 1 de abril de 1846 - Paquita[1],[4] coreografía de Joseph Mazilier
- 1 de abril de 1857 - Marco Spada de Daniel-François Auber, coreografía de Joseph Mazilier.

#### Londres
- 27 de septiembre de 1845 - Belleza de mármol de Adolphe Adam, coreografía de Albert, Teatro Drury Lane.

## Principales producciones
- 14 de julio de 1858 - Sakuntala con música de Ernest Reyer (París, Ópera Imperial, Salle Le Peletier
- 25 de marzo de 1861 - Graziosa con música de T. Labara (París, Ópera Imperial, Salle Le Peletier
- 1861 - El mercado parisino (Le Marché des inocentes) con música de Cesare Pugni (junto con Marius Petipa)[1])
- 28 de diciembre de 1865 - Le Roi d'Yvetot con música de T. Labara (París, Ópera Imperial, Salle Le Peletier
- 14 de octubre de 1872 - El mercado parisino (Le Marché des inocentes) con música de Cesare Pugni (Bruselas, Teatro Teatro Real de la Moneda )
- 10 de febrero de 1882 - Namouna (París, Ópera de París, Palais Garnier )
- Las bodas de Gamache (Les Noces de Gamache) basada en la novela Don Quijote de la Mancha, compositor François Lefebvre - reposición de la producción de Louis Milon (Ópera de París)

Además, L. Petipa realizó divertimentos en 16 óperas.